# Symphony Hall (Boston)
Pour les articles homonymes, voir Symphony Hall.
Le Symphony Hall de Boston a été inauguré le 15 octobre 1900, après que l'Orchestra's Original Home a été menacé par la construction du métro. Il y a 2 625 places au cours de la saison symphonique, 2 371 places au cours de la saison pop et jusqu'à 800 pour dîner.

## Histoire

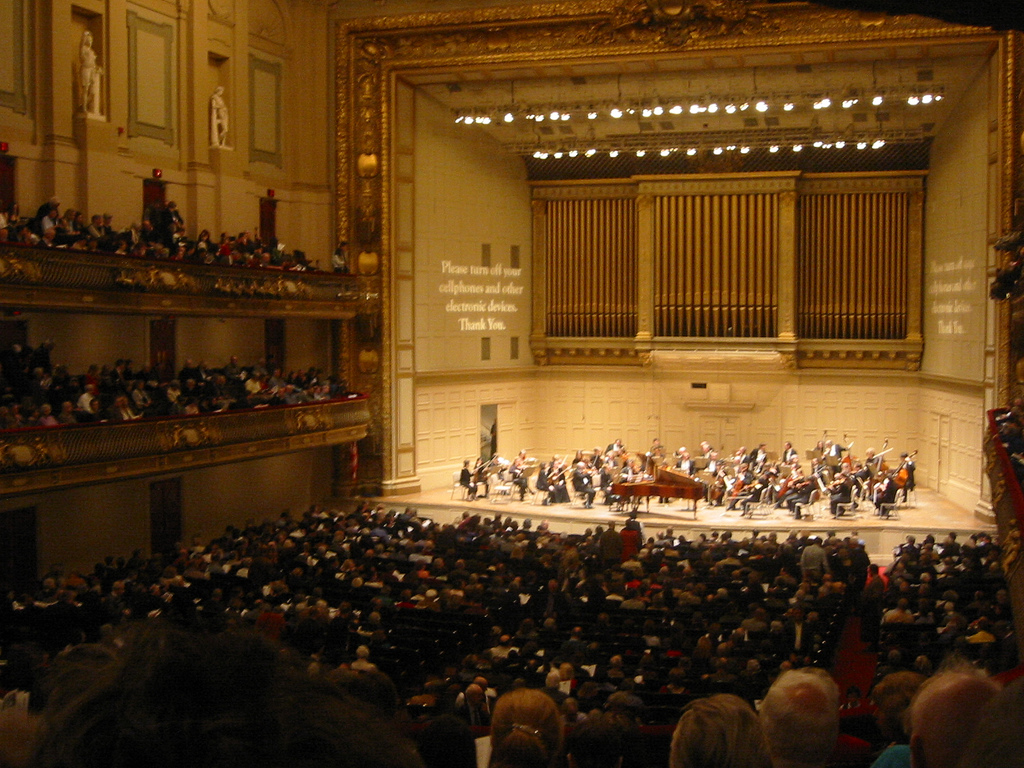
Vue intérieure.

Les architectes McKim, Mead et White engagent Wallace Clement Sabine, jeune assistant d'un professeur de physique de l'université Harvard, en tant que consultant pour l'acoustique. Le Symphony Hall devient donc l'une des premières salles conçues en conformité avec les principes acoustiques dérivés.
La salle est calquée sur le Gewandhaus de Leipzig, salle qui a ensuite été détruite pendant la Seconde Guerre mondiale. La salle est relativement longue, étroite et haute, dans un rectangle de  même forme que le Concertgebouw d'Amsterdam et que le Musikverein de Vienne. La salle fait 61 pieds de haut, 75 pieds de large, et 125 de long du mur à la paroi inférieure de la scène. Les murs de la scène pentent vers l'intérieur pour aider à orienter le son. À l'exception de ses planchers en bois, la salle est construite de briques, d'acier et de plâtre, avec une décoration modeste. Les balcons latéraux sont très peu profonds pour éviter de piéger ou d'emmitoufler le son et le plafond à caissons aide à procurer une excellente acoustique à chaque siège.
La scène, devenue obsolète, a été remplacée en 2006, pour un coût de 250 000 $.
Le nom de Beethoven est gravé sur la scène et les sièges en cuir sont encore d'origine (1900).

Le Symphony Hall de l'intérieur.